# Complesso di Carney
Il complesso di Carney e i suoi sottogruppi (sindrome di LAMB  e sindrome di NAME)  sono condizioni autosomiche dominanti che comprendono i mixomi del cuore e della pelle, l'iperpigmentazione della pelle (lentiginosi) e l'iperattività endocrina. È distinto dalla triade di Carney. Circa il 7% di tutti i mixomi cardiaci è associato al complesso di Carney.

## Presentazione
La pigmentazione della pelle chiazzata e le lentiggini si verificano più comunemente sul viso, specialmente su labbra, palpebre, congiuntiva e mucosa orale. I mixomi cardiaci possono portare a embolia e insufficienza cardiaca e i sintomi includono febbre, dolori articolari, respiro corto, rombo diastolico e tumore. I mixomi possono anche verificarsi al di fuori del cuore, di solito nella pelle e nel seno. I tumori endocrini possono manifestarsi come disturbi come la sindrome di Cushing. La manifestazione più comune della ghiandola endocrina è una sindrome di Cushing indipendente dall'ACTH a causa della malattia nodulare pigmentosa primaria della corteccia surrenale (PPNAD).
LAMB è un acronimo che si riferisce a lentiggini, mixomi atriali e nevi blu.  NAME è un acronimo e si riferisce a nevi, mixoma atriale, neurofibromi mixoidi ed efelidi.
Il carcinoma del testicolo, in particolare il tipo di cellula di Sertoli, è associato alla sindrome di Carney. Possono verificarsi anche tumori alla tiroide e al pancreas.

## Fisiopatologia
Il complesso di Carney è più comunemente causato da mutazioni del gene PRKAR1A sul cromosoma 17 (17q23-q24) che può funzionare come gene oncosoppressore . La proteina codificata è una subunità regolatoria di tipo 1A della protein chinasi A. Nel 70% delle persone con il complesso di Carney si riscontrano mutazioni germinali inattivanti di questo gene.
Meno comunemente, la patogenesi molecolare del complesso di Carney è una varietà di cambiamenti genetici nel cromosoma 2 (2p16).
Entrambi i tipi di complesso di Carney sono autosomici dominanti. Nonostante una genetica diversa, non sembra esserci alcuna differenza fenotipica tra PRKAR1A e le mutazioni del cromosoma 2p16.

## Trattamento
I mixomi cardiaci possono essere difficili da gestire chirurgicamente a causa della recidiva nel cuore, spesso lontano dal luogo di comparsa iniziale del tumore.

## Storia
Nel 1914 un neurochirurgo americano, Harvey Cushing, riferì di aver operato un paziente con un tumore ipofisario. I risultati post mortem riportati erano coerenti con il complesso di Carney, sebbene allóra questa condizione non fosse stata ancora descritta. Nel 2017 il tessuto archiviato dall'operazione nella relazione di Cushing è stato sottoposto a sequenziamento del DNA, rivelando un'Arg74His (arginina per istidina : guanina (G) -> adenosina (A) di transizione nella seconda posizione del codone 74° nella proteina) mutazione nel gene PRKAR1A, confermando una diagnosi del complesso di Carney. Pertanto, l'articolo di Cushing sembra essere il primo rapporto di questo complesso.